# Aileen Plunket
Pour les articles homonymes, voir Plunket.
Aileen Sibell Mary Plunket (née Guinness ; 1904-1999) est une hôtesse de la société irlandaise. Elle est l'une des "Guinness Golden Girls" qui sont des icônes dans les années 1920, avec ses sœurs Maureen et Oonagh Guinness .

## Biographie
Elle est l'une des trois filles d'Arthur Ernest Guinness et de Marie Clothilde Russell (1880–1953). Elle fait partie de la famille Guinness riche et bien connectée. En tant que jeune fille, elle vit à Glenmaroon à Chapelizod près de Dublin. Son père prodigue de l'argent à ses filles, mais son intérêt principal est son entreprise .

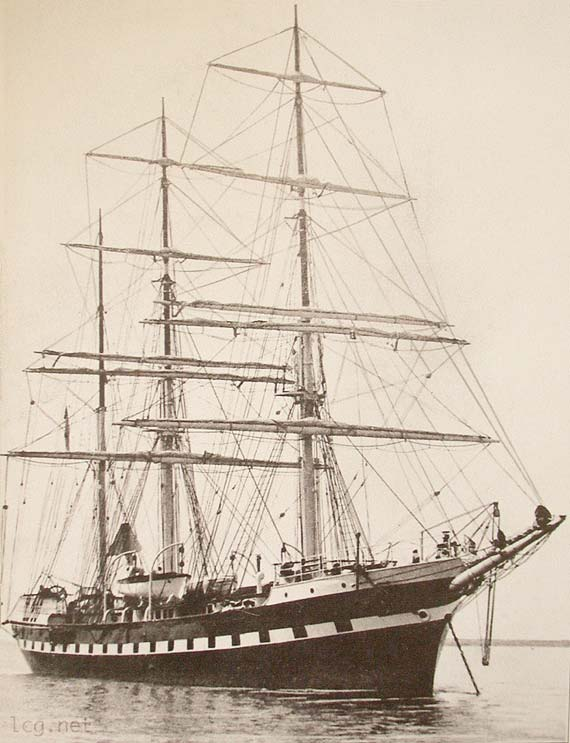
Le yacht à haut mât qu'elle a visité quelques années auparavant

En 1923, elle et ses sœurs sont envoyées en tournée mondiale à bord du yacht à grand mât de son père, Fantome II. Les trois filles se sont bien mariées. Ses sœurs sont allées vivre dans les manoirs de Clandeboye et Luggalla. Quand elle épouse Brinsley Sheridan Plunket, son père achète son château de Luttrellstown près de Dublin.
Au cours des 50 années suivantes, Plunket redessine les intérieurs du château de Luttrellstown en utilisant le service de Felix Harbord. Le château et en particulier la salle à manger reflètent encore leurs évolutions .
Plunket organise de grandes fêtes, avec un vaste bar .
Son mari est tué pendant la guerre juste après leur divorce en 1940 .
En 1956, elle épouse l'architecte d'intérieur Valerian Stux-Rybar mais ce mariage ne dure que jusqu'en 1965. Il est extravagant et le style de vie de Plunket a dû être réduit après la mort de son père du fait des droits de succession. Elle vend le château en 1983 et se retire dans des résidences à Elsenham et à Londres. Elle est décédée le 31 mars 1999.